# شهرستان هوکینگ (اوهایو)
شهرستان هوکینگ، اوهایو (به انگلیسی: Hocking County, Ohio) یک سکونتگاه مسکونی در ایالات متحده آمریکا است که در اوهایو واقع شده‌است.